# Cénac
Cénac is een gemeente in het Franse departement Gironde (regio Nouvelle-Aquitaine). De plaats maakt deel uit van het arrondissement Bordeaux. Cénac telde op 1 januari 2022 2.151 inwoners.

## Geografie
De oppervlakte van Cénac bedroeg op 1 januari 2022 7,5 vierkante kilometer; de bevolkingsdichtheid was toen 286,8 inwoners per km².

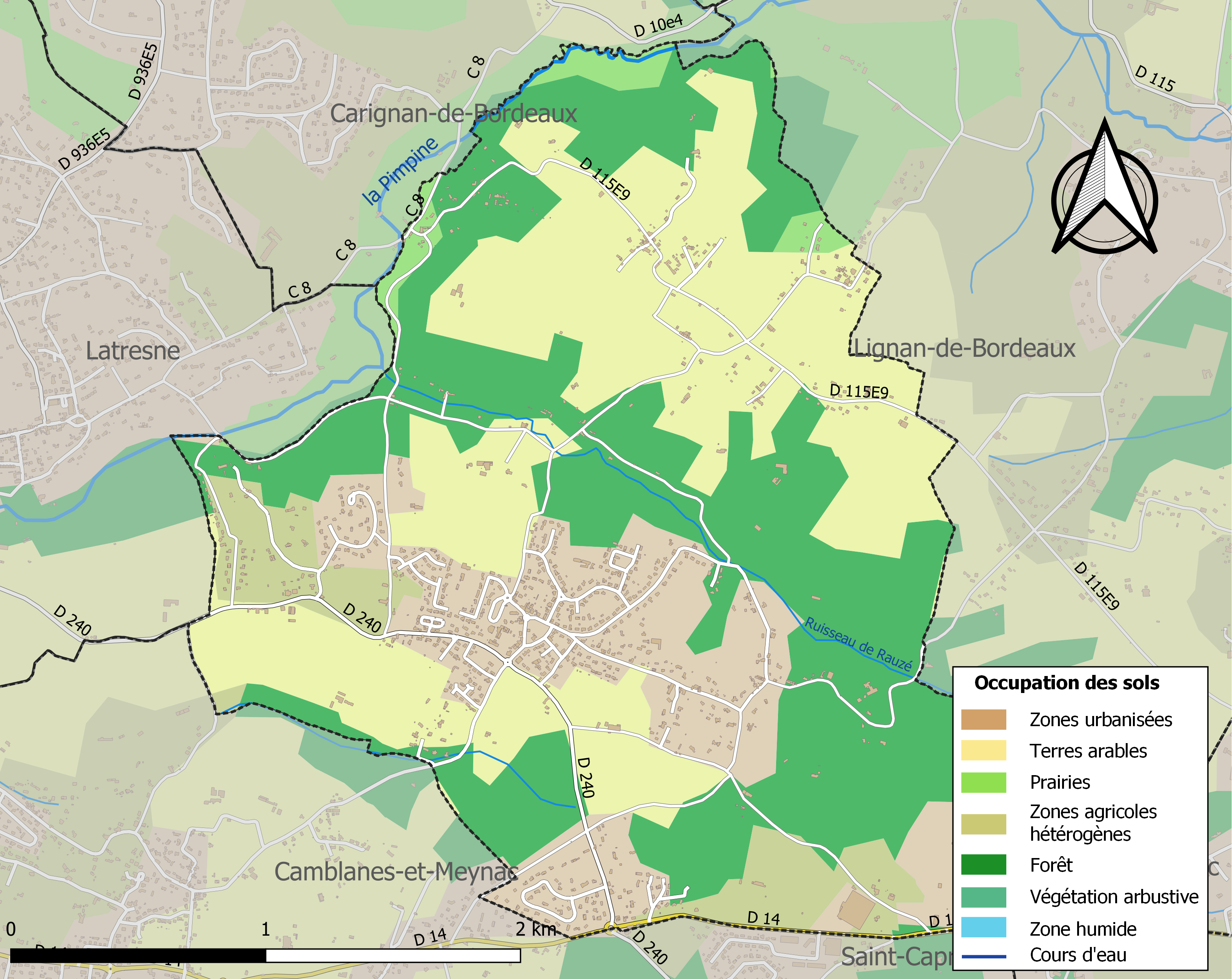
Kaart van de gemeente met belangrijkste infrastructuur, bodemgebruik en omliggende gemeenten

## Demografie
Onderstaande figuur toont het verloop van het inwonertal (bron: INSEE-tellingen).

## Geboren in Cénac
- Pierre Larquey (1884-1962), acteur